# Fábio Carvalho (Fußballspieler, 2002)
Fábio Leandro Freitas Gouveia Carvalho (* 30. August 2002 in Torres Vedras) ist ein portugiesischer Fußballspieler. Er steht beim FC Brentford unter Vertrag.

## Familie
Fábio Carvalho wurde in Torres Vedras in der Nähe der Hauptstadt Lissabon geboren. Carvalhos Vater wurde in Angola geboren, seine Mutter auf Madeira. 2013 zog die Familie nach London. Carvalho besitzt ausschließlich die portugiesische Staatsangehörigkeit.

## Werdegang

### Im Verein
Als Kind spielte Carvalho in der Jugendmannschaft bei Benfica Lissabon, bevor er mit seiner Familie nach England zog und zunächst im Süden Londons für den Balham FC spielte. Dort fiel er den Scouts des FC Fulham auf, die ihn für ihre Fußballakademie anwarben. Ab der Saison 2015/2016 spielte Carvalho in der U14-Mannschaft des Vereins. Mit 16 Jahren hatte er sich als Mittelfeldspieler etabliert und bereits einen Hattrick in der U18-Vereinsmannschaft erzielt. Der englische Fußballverband konnte Carvalho für seine Jugendnationalmannschaft gewinnen, obwohl er auch für Portugal und Osttimor spielberechtigt gewesen wäre. In der U16-Nationalmannschaft erzielte Carvalho im Dezember 2017 ein Tor gegen Brasilien. Abwerbeversuche von Benfica Lissabon scheiterten, Carvalho blieb bei Fulham und spielte auch in der U17-Nationalmannschaft.
Im Mai 2020 unterzeichnete er einen Zweijahresvertrag bei Fulham als Profi und gab sein Debüt im A-Team im September gegen Sheffield Wednesday im Carabao Cup. In der englischen U18-Auswahl ist er nun Stammspieler. Mit dem FC Fulham stieg er in der Saison 2020/21 aus der Premier League ab. Er spielte in dieser Saison jedoch nur 4-mal in der Liga und kam häufig in der U23 zum Einsatz. In der Saison 2021/22 wurde Carvalho unter seinem Landsmann Marco Silva trotz seines jungen Alters Stammspieler in der Profimannschaft und kam 36-mal in der EFL Championship zum Einsatz, wobei er 11 Tore zur Meisterschaft und damit zum direkten Wiederaufstieg beitrug.
Zur Saison 2022/23 wechselte der 19-Jährige zum FC Liverpool. Für die folgende Saison wurde er an RB Leipzig verliehen. Da er unter Marco Rose bis zur Winterpause nur auf 9 Bundesligaeinsätze (einmal in der Startelf) kam, wurde die Leihe vorzeitig beendet. Daraufhin wurde er an Hull City verliehen.
Im August 2024 wechselte er fest zum FC Brentford und unterschrieb dort einen Vertrag bis 2029.

### In der Nationalmannschaft
Nach dem Umzug der Familie nach England spielte Carvalho für die englische U15-, U16-, U17- und U18-Auswahl. Da er jedoch nicht die britische Staatsbürgerschaft besitzt, waren ihm Pflichtspiele für Mannschaften des englischen Fußballverbands nicht möglich. Laut Gareth Southgate, Cheftrainer der englischen A-Nationalmannschaft, hätte man ihn gerne in die U21 berufen, die sich in der Qualifikation zur U21-Europameisterschaft 2023 befand.
Stattdessen debütierte der 19-Jährige im März 2022 im Rahmen jener Qualifikation in der portugiesischen U21-Nationalmannschaft.

## Erfolge
- Deutscher Supercupsieger: 2023
- Englischer Supercupsieger: 2022
- Aufstieg in die Premier League: 2022 (als Meister)